# Rinceau

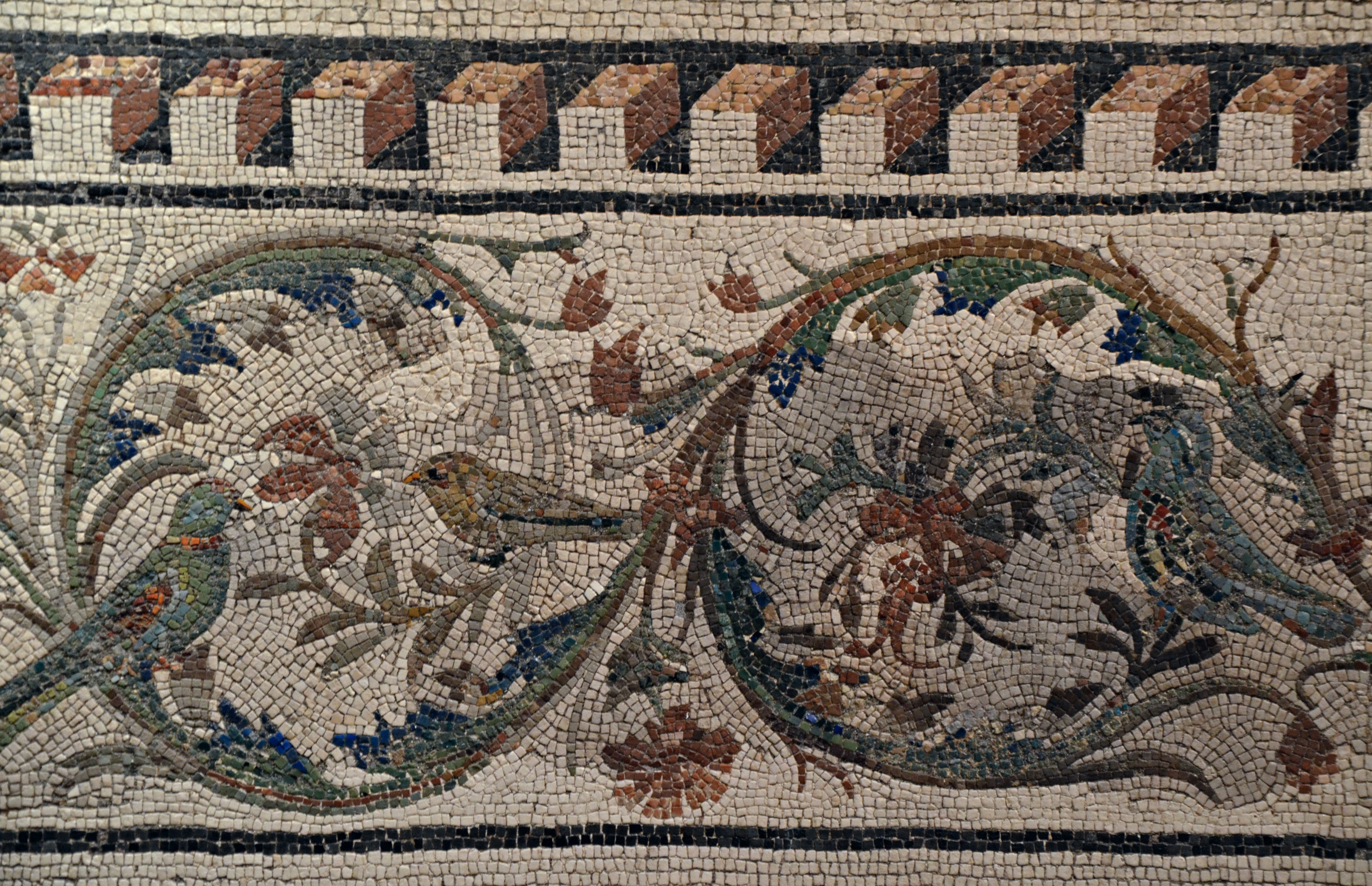
Margine a unui mozaic cu rinceaux-uri și animale, din Via Panisperna din Roma, sfârșitul secolului al II-la - începutul secolului I î.Hr.

În arhitectură și artele decorative, un rinceau (sau renson, plural rinceaux-uri; din franceză, derivat de la cuvântul francez vechi rein „ramură cu frunziș”) este o formă decorativă care constă dintr-un motiv continuu ondulat, asemănător unei tulpini, din care se ramifică frunze mai mici sau grupuri de frunze  la intervale mai mult sau mai puțin regulate. Termenul englez „scroll” e mai des folosit în engleză, mai ales atunci când modelul e regulat, repetându-se de-a lungul unei zone înguste.  În engleză, „rinceau” tinde să fie folosit acolo unde designul se răspândește într-o zonă mai largă, într-un stil similar cu un model arabesc islamic.
Folosirea lor e frecventă pe frizele clădirilor romane, unde se găsește în general într-o friză, elementul central al unui antablament, chiar sub cornișă.  Sunt, de asemenea, folosite la capitelurile structurilor romanice, și pe frize și panouri ale clădirilor în diferite stiluri renascentiste, unde apar și animale mici sau capete de oameni.
Rinceaux-urile au cunoscut o revenire la stilul clasic mai simplu în secolul al XVII-lea, iar în secolul următor au fost aplicate mai liber, fără o repetare strictă a formelor identice.

## Galerie

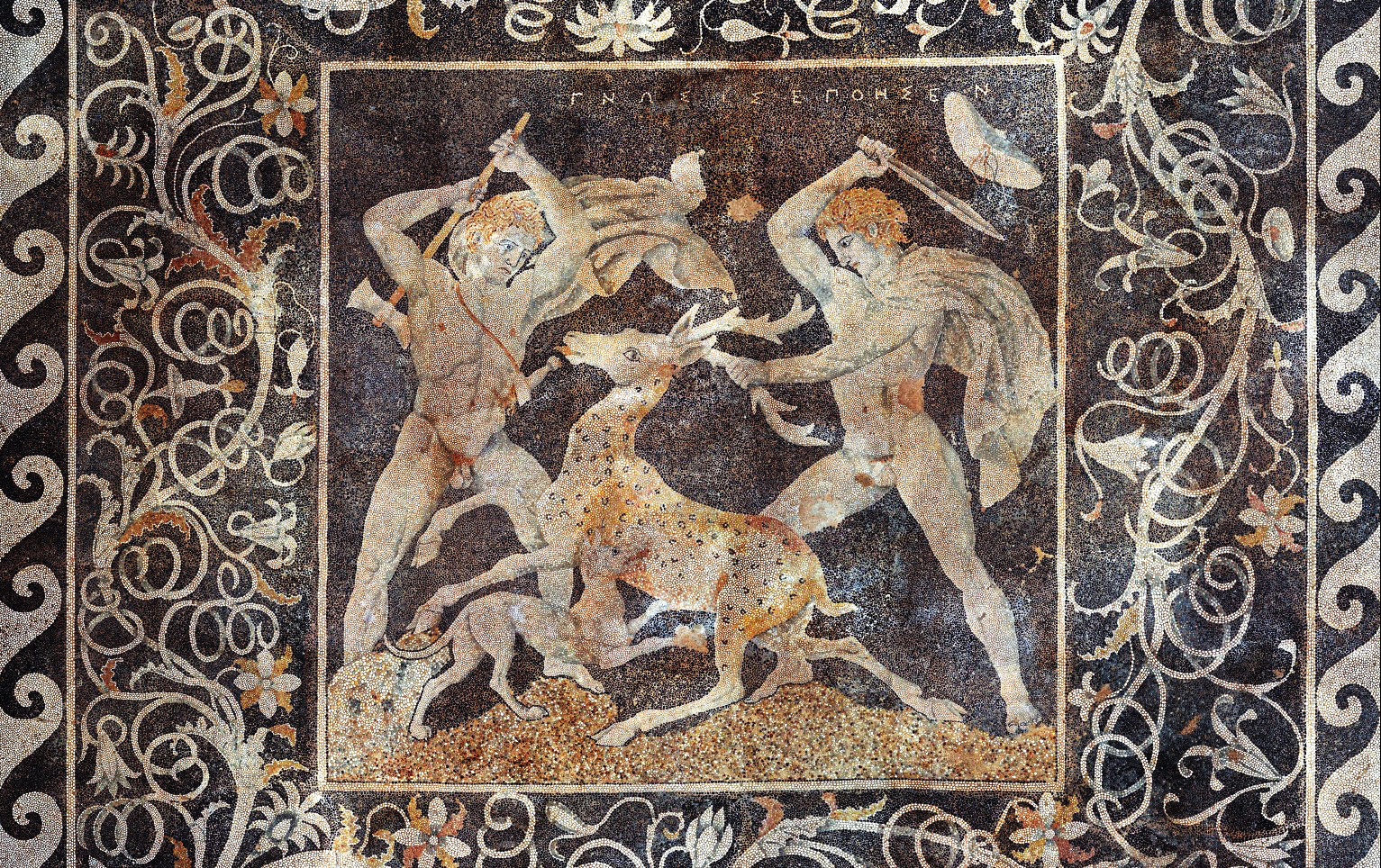
Mozaicul elenistic cu Vânătoarea unui Cerb a lui Pella înconjurat de rinceaux-uri florale, secolul al IV-lea î.Hr.
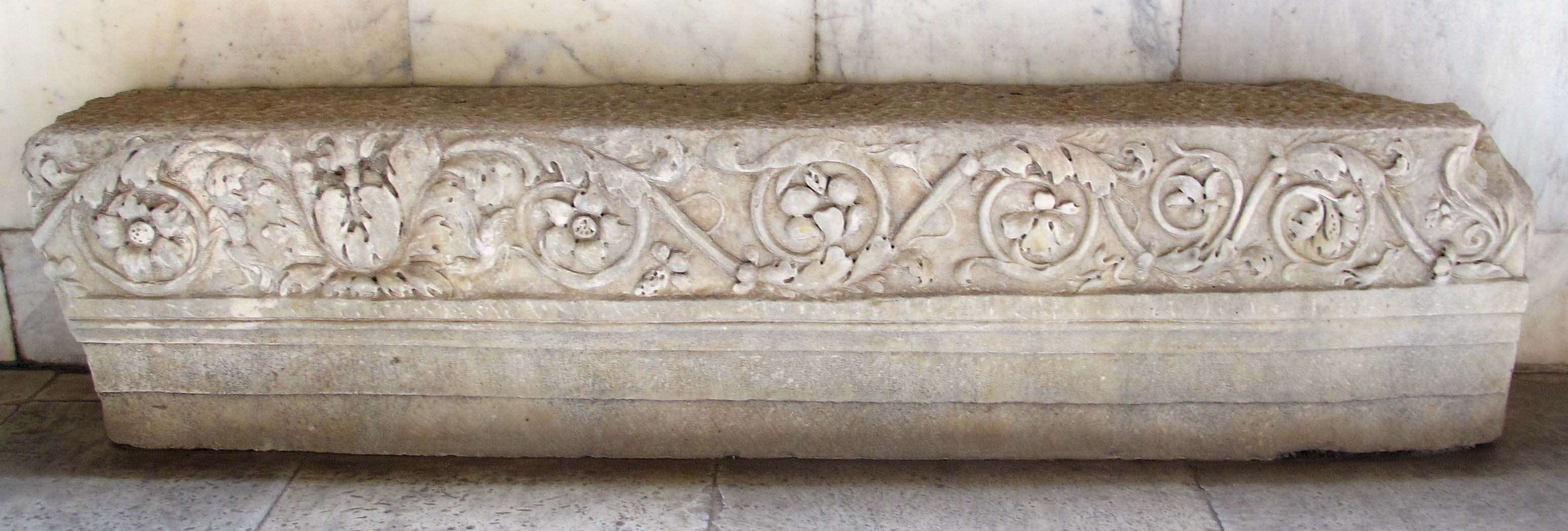
Relief roman cu rinceaux-uri, expus în Camposanto Monumentale di Pisa din Pisa (Italia)
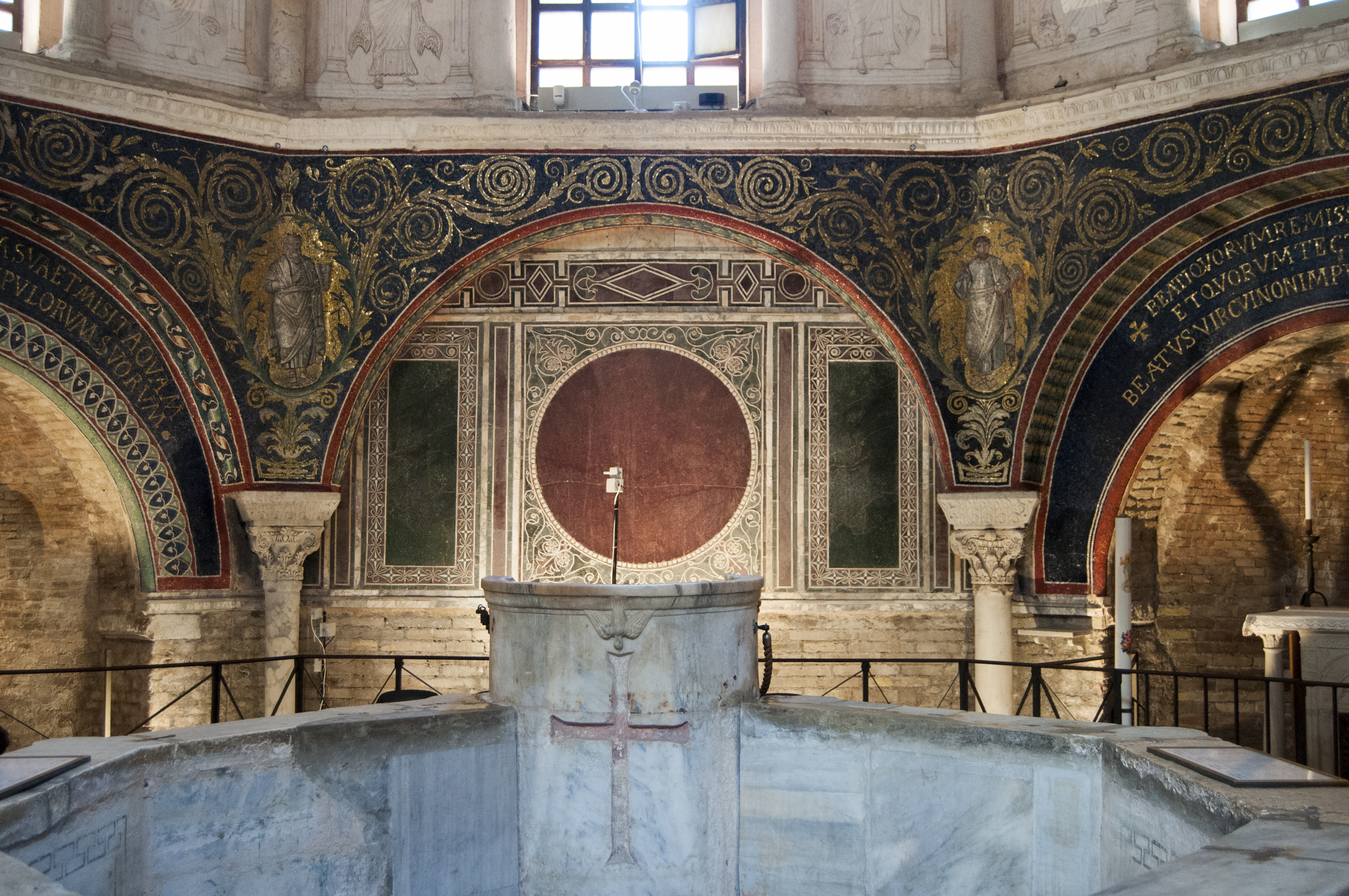
Rinceaux-uri aurii paleocreștin într-un mozaic albastru foarte închis care decorează Baptisteriul Ortodocșilor din Ravenna (Italia), secolul al V-lea
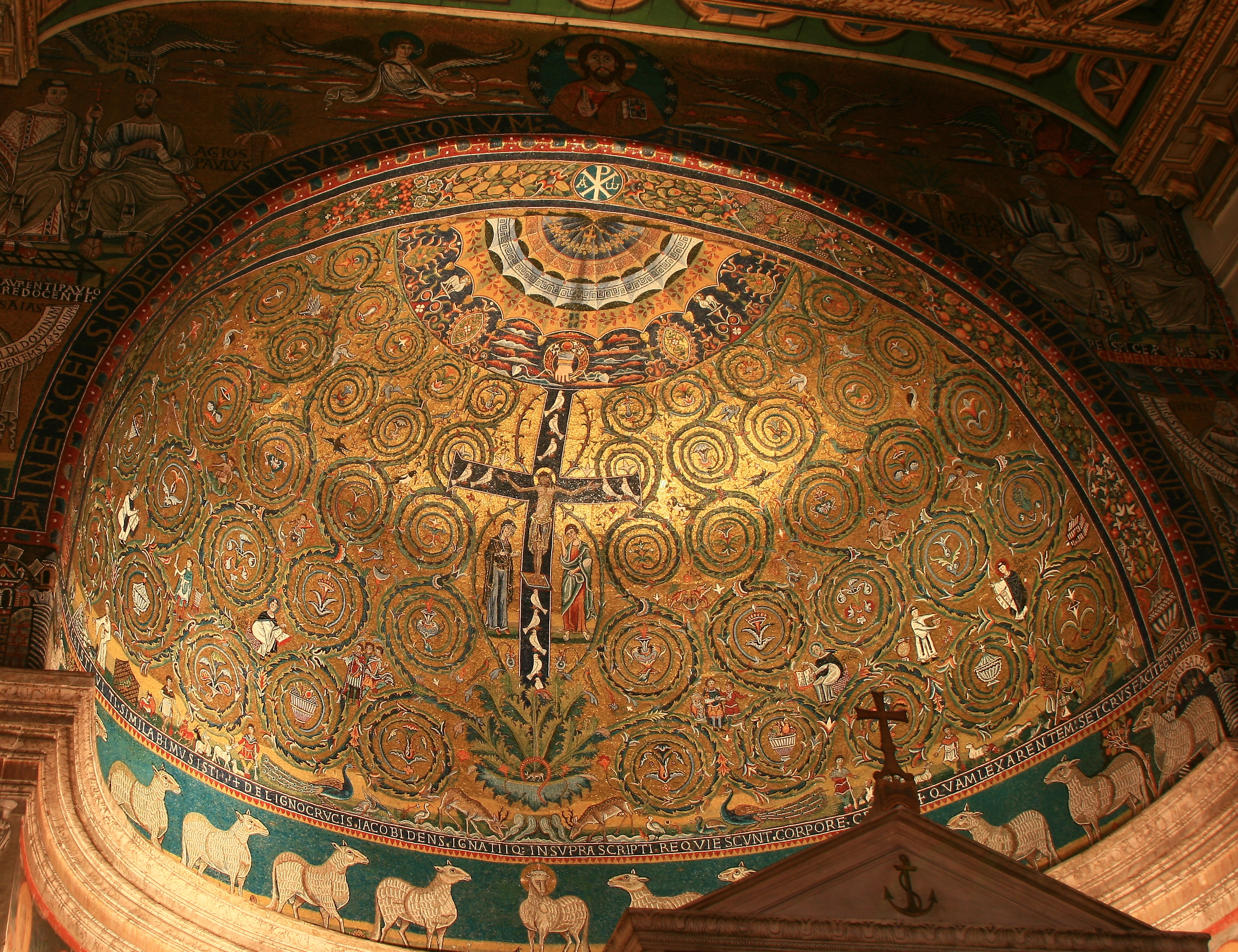
Mozaic din secolul al XII-lea pe absida Bazilicii San Clemente din Roma, care ilustrează continuitatea modelelor antice și creștine timpurii în Roma de-a lungul Evului Mediu
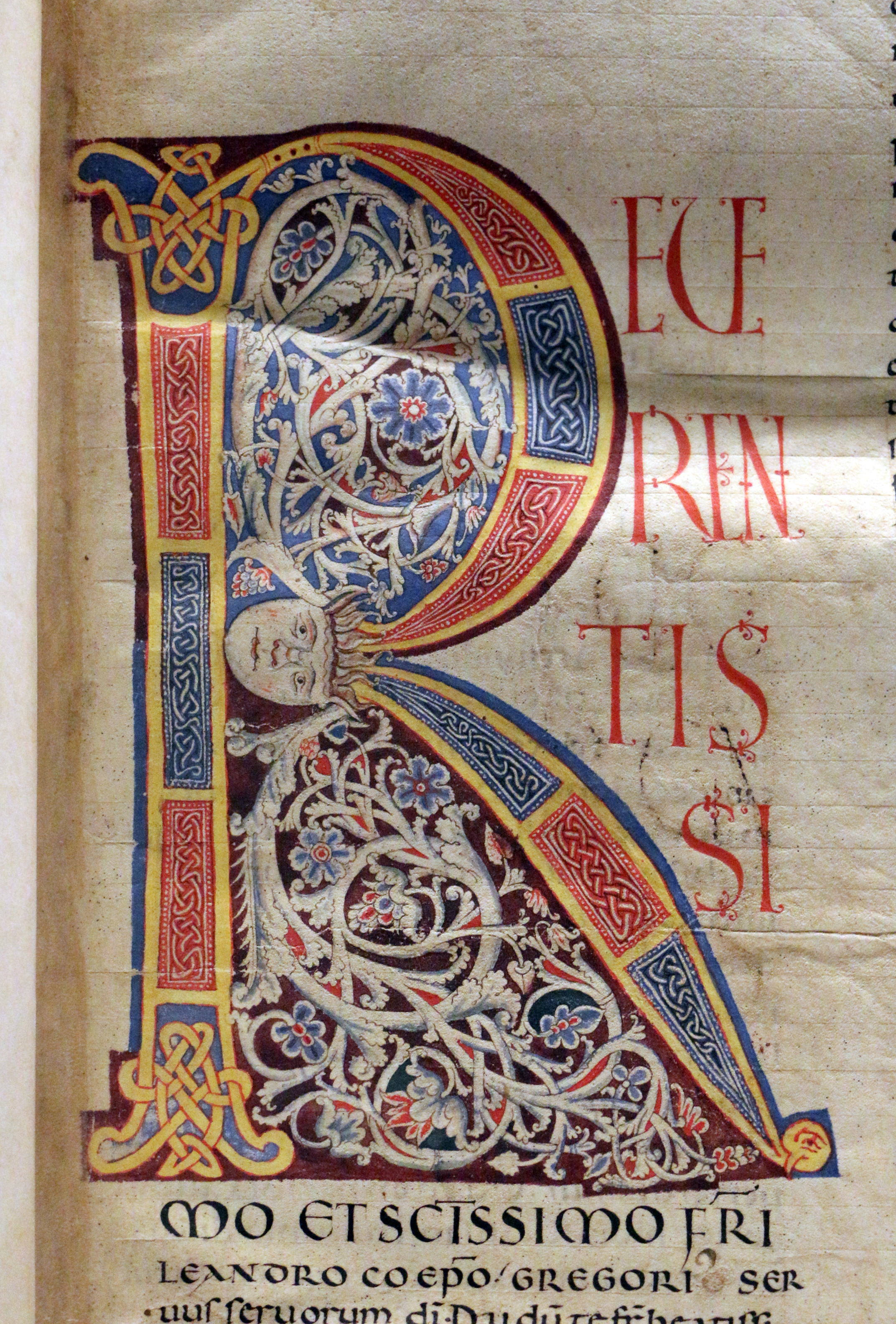
R anluminat într-un manuscris medieval italian, circa 1150
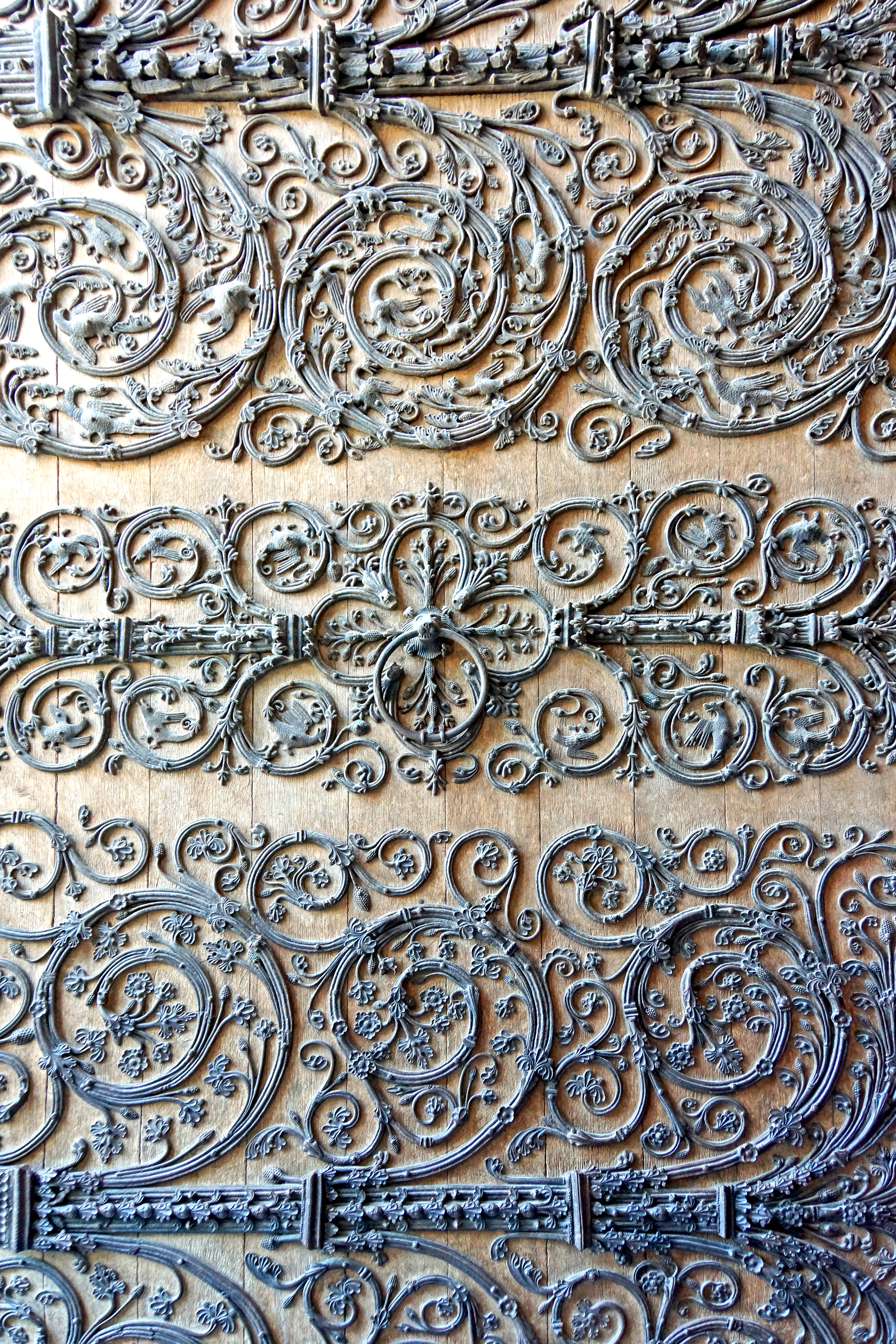
Feronerie gotică foarte ornamemtată pe o ușă a Catedralei Notre-Dame din Paris, secolele al XII-lea-al XIII-lea
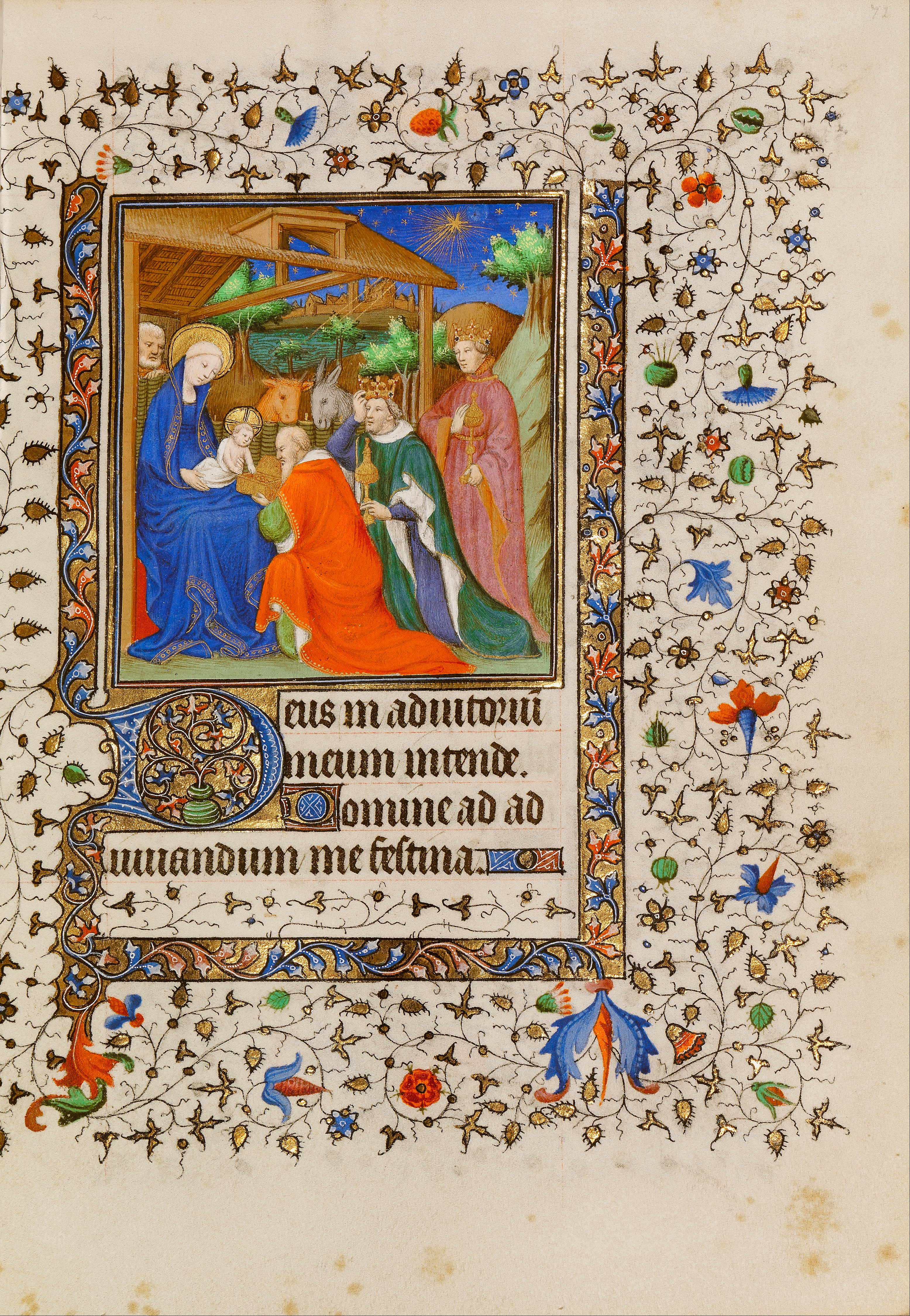
Pagină a unui manuscris anluminat gotic cu rinceaux și ornamente vegetale
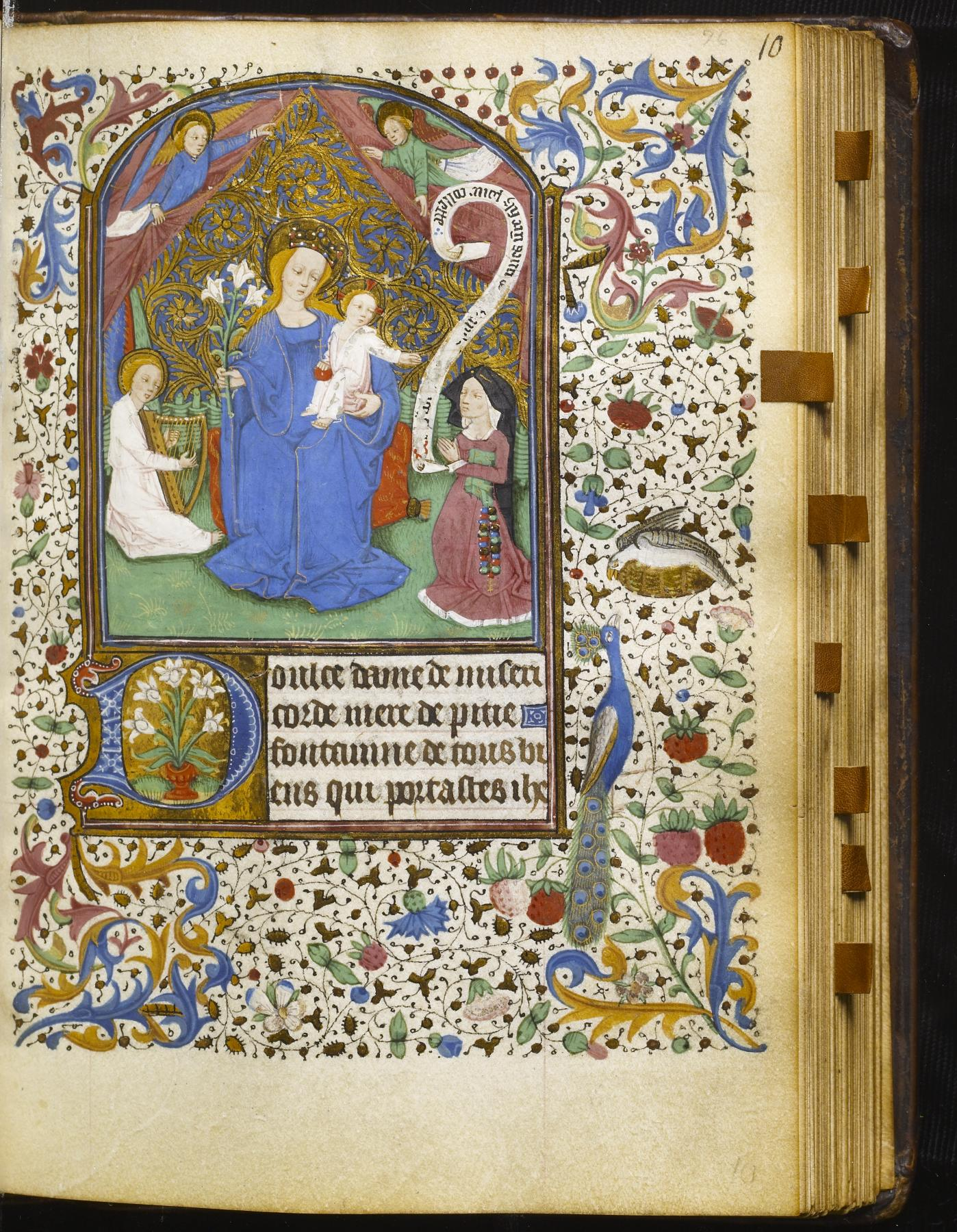
Pagină gotică dintr-o carte de ore, circa 1460
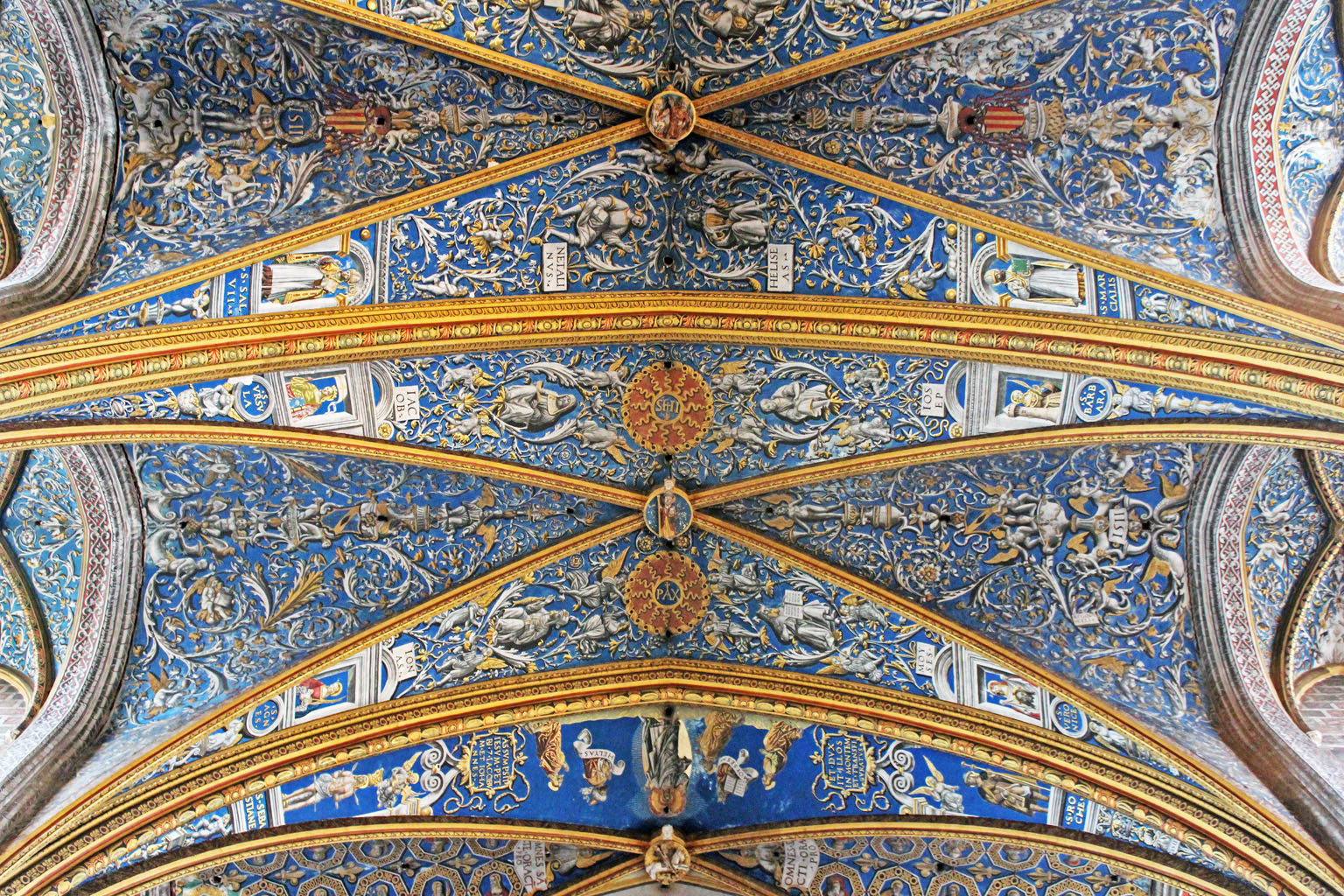
Rinceaux-uri renascentiste, ca aici în Catedrala din Albi, sunt inspirate de anluminurile medievale și de grotescurile romane
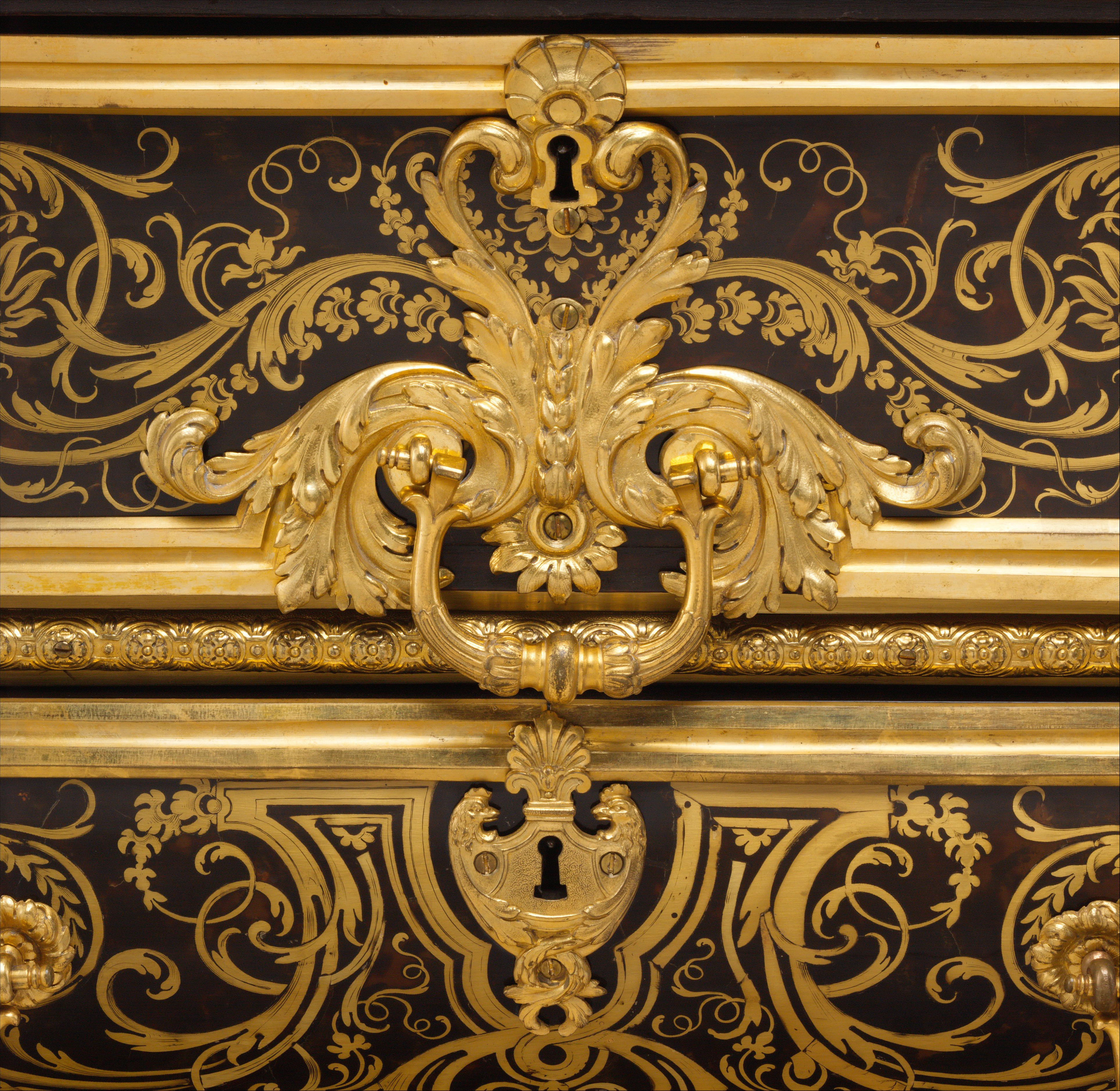
Marchetărie și bronzuri aurite cu rinceaux-uri delicate în stilul Ludovic al XIV-lea, tipice operelor lui André-Charles Boulle
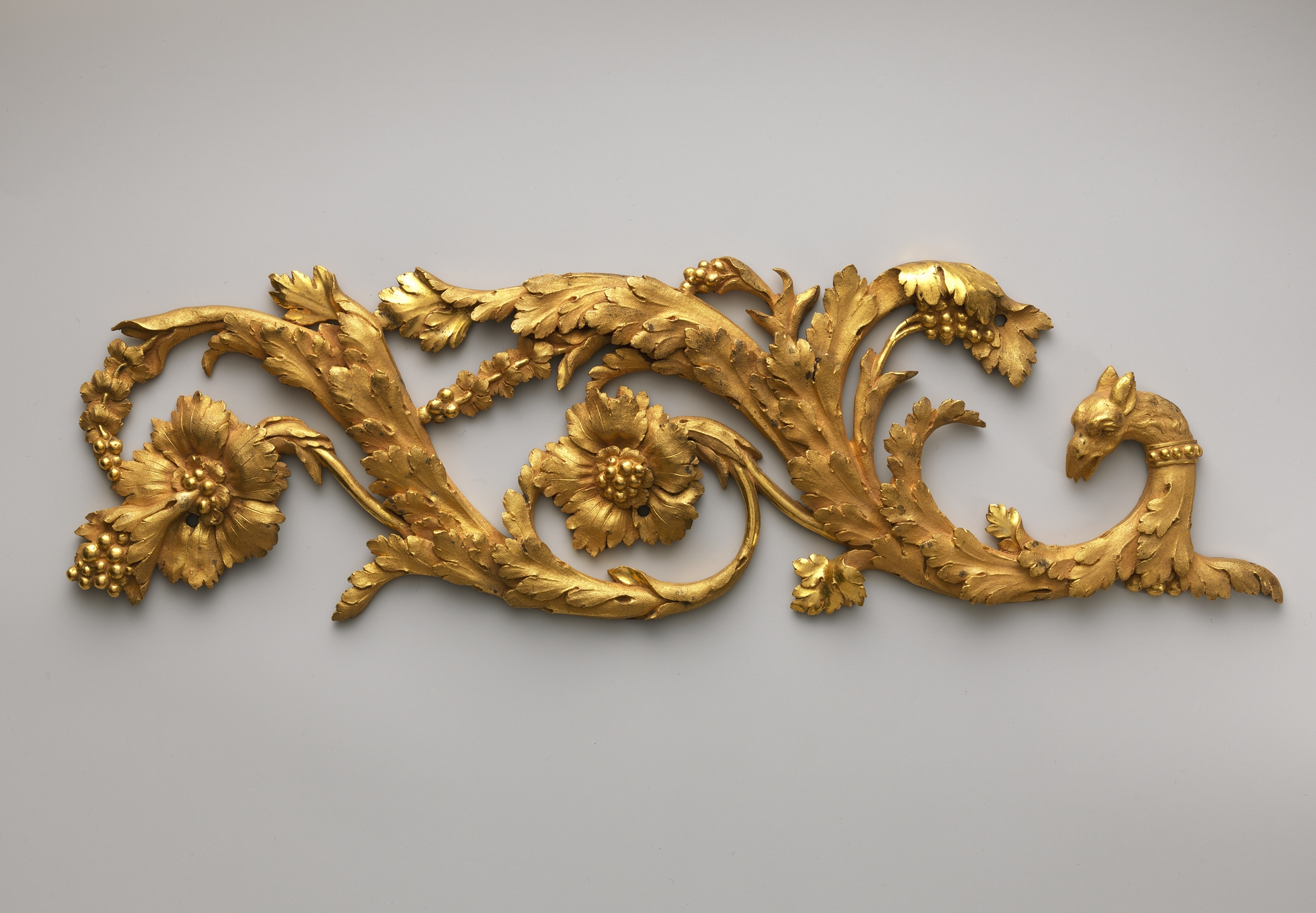
Ornament de bronz doré în stilul Ludovic al XVI-lea dintr-o friză
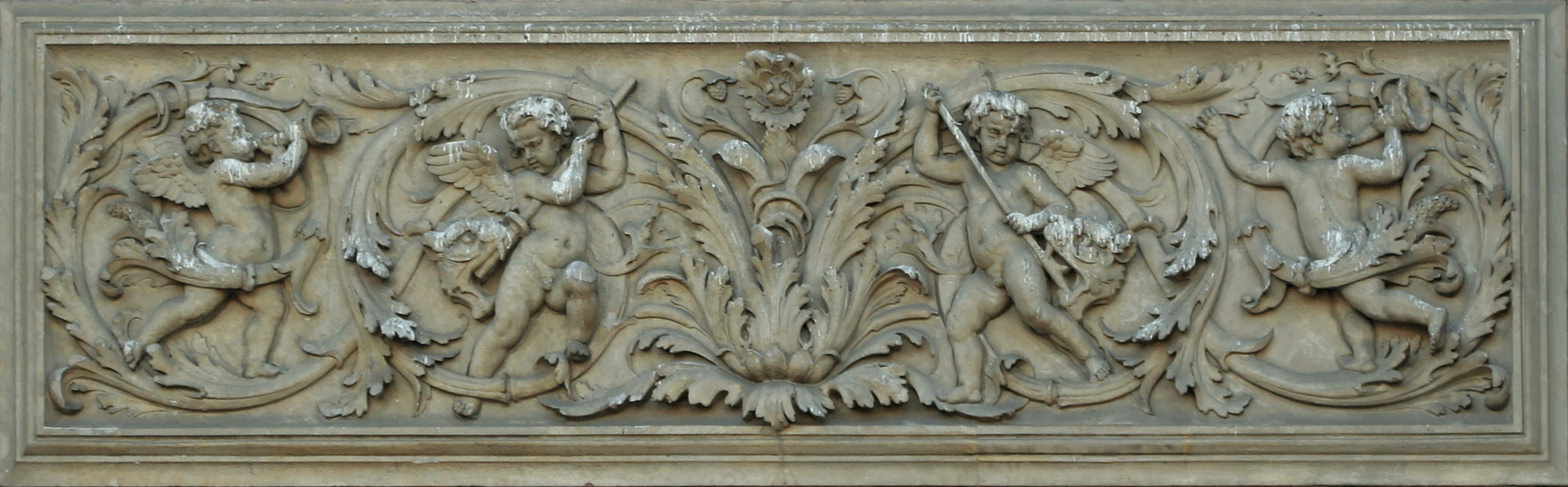
Relief neorenascentist cu putti, detaliu al Fântânii din Paris, din 1858-1860